# 백두산정계비
백두산정계비(白頭山定界碑)는 1712년(숙종 38년)에 조선과 청나라 사이의 국경을 정하기 위하여 세워진 경계비이다.

## 정계비의 위치
정계비가 세워진 곳은 백두산 장군봉(將軍峰, 2,750m)과 대연지봉(大臙脂峰, 2,360m) 사이 대략 중간지점인 해발 2,150m 고지(高地)로, 백두산 천지(天池)에서 남동쪽으로 약 4km 떨어져 있다.
이 비는 만주사변이 발발하기 두어 달 전인 1931년 7월에 사라졌는데, 일본군이 철거한 것으로 추정된다. 현재는 비의 원래 위치에 조선민주주의인민공화국에서 세운 표지석과 비의 설치 당시 경계를 표시하기 위해 쌓았던 돌무더기의 흔적만 남아 있다.

## 정계비의 내용
비면에 대청(大淸)이라고 크게 우횡서로 쓰고, 그 밑에 그보다 작은 글씨로 “烏喇摠管 穆克登, 奉旨査邊, 至此審視, 西爲鴨綠, 東爲土門, 故於分水嶺上, 勒石爲記, 康熙 五十一年 五月十五日”이라고 세로로 각서하였다.
이는 "오라총관 목극등이 황지를 받들어 변계를 조사하고 이곳에 이르러 살펴보니 서쪽은 압록강이고 동쪽은 토문강이므로, 분수령 상에 돌에 새겨 명기한다. 강희 51년 5월 15일"이라는 내용이다.

## 설치 배경과 과정
백두산 정계(定界)가 문제가 된 것은 청나라의 강희제 때이다. 강희제는 백두산을 만주족의 발상지로 여겨 관심을 가지고 있었고, 1677년 음력 12월에는 백두산을 장백산지신(長白山之神)에 봉하여 제를 지내도록 하기도 하였다. 이후 강희제는 전국적인 지리지 편찬 사업을 추진하면서 백두산 일대에 대한 자체적인 지리 조사와 더불어 조선에 대해 사계(査界)를 비공식적으로 계속 요구하였다.
이에 조선 조정은 영고탑 회귀설 등 대청(對淸) 위기의식의 불안감으로 이를 거부하다가 1712년에 강희제가 황명으로 공식적으로 요청하자 받아들이게 된다.
1712년(숙종 38년)에 청나라는 목극등을 사신으로 파견하고, 조선 측에서는 함경부사 이선부와 참판 박권이 접반사로 혜산진에서 맞이하였으며, 목극등은 이의복·조태상 등과 함께 음력 5월 15일 백두산에 올랐다가 천지(天池)에서 내려와 수원(水源)을 찾아내고, 산정(山頂)의 남동쪽으로 4km 지점인 해발 2,150m 지점의 분수령에 비를 세웠다.

그러나, 청(淸)의 목극등이 사계(査界)를 한 이후에 조선 측은 '정계비로부터 동쪽 수계(水界)까지' 설책(設柵)을 하는 과정에서 목극등이 정한 수계가 두만강이 아닌 쑹화강(송화강)으로 흘러들어가는 문제를 발견하였다. 이에 조정에서 파견한 북평사 홍치중은 설책 공사를 중지하라고 하였지만, 정계(定界)에 참여한 이들이 정계를 잘못한 책임을 지는 것이 두려워 목극등이 정한 첫번째 수원(水源)에서 안쪽으로 20리 가량을 옮겨 세웠다. 조선 조정은 이후에 이 사실을 알게 되었지만, 이를 청나라가 알게 되면 목극등이 견책 받고 청의 다른 사신이 와서 영토가 축소될 수도 있다는 우려 때문에 이런 상황을 그대로 두었다.

## 설치의 의의
조선과 청나라 양국이 국경을 명확히 비(碑)로 명문화하였고, 압록강과 두만강 사이 육지 지역인 백두산의 천지 이남을 조선의 영토로 확인했다는 점에서 의의가 있다.

청나라는 이 비의 설치로 1689년에 러시아와 네르친스크 조약을 체결하여 북만주 국경을 안정시킨 데 이어 조선과의 남만주 국경을 안정시키고, 청조의 발상지로 여겼던 백두산 등 봉금 지역의 국경을 명확히 하게 되었다.
비의 설치 이후 조선에서는 백두산에 대하여 숭배(崇拜) 의식과 영토 인식이 더욱 확고해졌고, 당대에는 영고탑회귀설 등에서 벗어나 청나라에 대한 불안감이 종식되게 되었다.

## 정계비의 해석을 둘러싼 논쟁
19세기 후반, 조선과 청나라가 백두산정계비에 쓰여진 '동위토문(東爲土門)'을 서로 달리 해석하면서 간도에 대한 귀속 문제가 불거졌다. 즉, 정계비의 위치상 토문강은 '두만강이 아니라 쑹화강(송화강)의 한 지류'이므로 이른바 간도 일대가 조선의 영토라는 주장이 제기되었다.

### 설치 당시의 토문강에 대한 조선의 인식
숙종 시기의 이조참의 이광좌에 따르면 "황지의 이른바 토문강이란 화어(華音 : 중국말)로 두만강을 말합니다."라고 하였다. 또한 정계비를 설립한 당시에 청나라 사신 목극등을 접대하기 위해 조선에서 정한 '差官接待事宜別單(차관접대사의별단)'에도 토문(土門)과 두만(豆滿)은 같은 단어이므로 주의해야 할 것으로 제시하고 있다. 이외에도 이익의 성호사설이나 이긍익의 연려실기술과 같은 저술서를 보아도 정계비 설치 당시 조선에서는 '토문강은 곧 두만강'이라고 인식하고 있었다.

또한 사계(査界) 당시의 실록의 내용을 살펴보더라도 조선의 입장은 압록강과 두만강을 경계로 삼아 천지(天池)의 이남을 조선의 영토로 해야 한다는 인식을 가지고 있었다. 정계비 수립 당시에 청나라 사신 목극등이 조선의 경계에 대해 묻자 역관 김지남이 '천지 이남은 조선의 경내'라고 답한 데 대해 목극등이 이를 크게 다투거나 힐책하지 않은 것을 두고, 접반사 박권이 기뻐하며 이를 조정에 보고하였다. 즉 당시 조선에서는 천지(天池)의 이남, 즉 압록강과 두만강을 경계로 삼아서 이를 조선의 경내로 하는 데 합의한 것을 성공적이라고 평가하고 있었다.

### 설치 이후의 사정 변화
정계비의 해석은 비가 설치된 후 170여 년이 지난 고종 집권기인 1880년대에 문제가 되기 시작했다. 당시 간도에는 세도정치의 수탈과 학정(虐政), 대흉년 때문에 19세기 초부터 이주한 조선인들이 다수 거주하고 있었다. 이는 간도 일대가 청의 봉금 지역이어서 1677년 이후 약 200년 동안 만주족이 아니면 청나라 사람들조차 거주가 금지되어 청나라 주민의 수가 매우 적었고, 아편 전쟁 · 태평천국의 난 등으로 청나라의 힘이 약해진 데에서 기인했다.
1860년 베이징 조약으로 러시아에 외만주(연해주 등)를 빼앗긴 청나라는 만주 개발을 위해 1881년에 '봉금령'을 폐지하고 지린의 장군 명안과 흠차대신 오대장을 보내어 간도 개척에 착수하였다.
이에 조선은 1883년에 '월강금지령'을 폐지하고 어윤중·김우식에게 정계비와 그 주변 지형을 조사하게 하여 쑹화강(송화강)의 한 지류로 토문강이 있음을 확인한 뒤, 간도가 조선의 영토임을 주장하였다. 즉, 정계비 설치 당시 조선에서는 '토문강은 곧 두만강'이라는 인식이 있었지만, 간도에 조선인들이 많이 이주하여 살고 청나라가 쇠퇴한 1880년대 이후 조선은 '동위토문(東爲土門)'의 해석에 문제를 제기하며 간도에 대한 영유권을 주장한 것이다.

### 토문 혹은 두만의 의미를 둘러싼 최근의 연구
최근 발표된 논문에 따르면 '토문(土門)'의 어원은 여진어로 구멍·동굴·샘·협곡 등을 뜻하는 보통명사라고 한다. 즉 토문강이라고 불리는 강은 특정된 하나의 강이 아니라 이런 특징을 가지는 하천을 가리키는 보통 명사와도 같다. 이렇게 본다면 송화강의 한 지류로서의 토문강이 존재한다고 하여도 동위토문의 토문강이 두만강을 가리키는 것일 수도 있다.

## 같이 보기
- 간도
- 조중 변계 조약
- 간도 협약
- 연변 조선족 자치주
- 장백 조선족 자치현
- 녹둔도

## 참고 자료
- 숙종실록
- 강석화, 《조선후기 함경도와 북방영토의식》, 경세원, 2000년.
- 이광원, 〈조선 초 기록 중 '두만' 및 토문의 개념과 국경인식〉, 문화역사지리 제19권 제2호(2007년) 45~57쪽.
- 이화자, 〈17~18세기 월경문제를 둘러싼 조청 교섭〉, 서울대학교 대학원 국사학과 박사논문, 2003년.
- 조병현·이범관·홍영희, 〈지적학 측면에서 본 백두산정계비의 역할연구〉, 한국지적한회지 제23권 제1호 2007.6(1) : 17~28쪽.